# Liu Yanhan
Liu Yanhan (em chinês:  劉晏 含; Liaoning, 19 de janeiro de 1993) é uma jogadora de vôlei chinesa. Ela ganhou o Campeonato Mundial de Voleibol Feminino Sub-23 da FIVB de 2013.

## Carreira
Liu Yanhan integra a seleção chinesa de voleibol feminino, com a qual sagrou-se campeã da Copa do Mundo em 2015 e 2019.

## Premiações individuais
- Liga das Nações de Voleibol Feminino de 2019: 2ª Melhor Ponteira